# مقاطعة أنتريم (ميشيغان)
مقاطعة أنتريم هي مقاطعة تقع شمالي شبه الجزيرة السفلى بولاية ميشيغان الأمريكية، بلغ عدد سكانها 23٬580 نسمة، في 2010، عاصمتها بيلايري، تبلغ مساحتها 1٬559 كيلومتر مربع.

## التاريخ
تأسست المقاطعة عام 1840 وكان اسمها حينذاك «مقاطعة ميغيزي» وتعني «العقاب» وهو اسم أحد زعماء شعب التشيبيوا الذي وقع على كل من معاهدة شيكاغو عام 1821، ومعاهدة ميسيسينواس عام 1826.
تغير اسمها عام 1843 وأصبحت تدعى «مقاطعة أنتريم»، وهذا الاسم هو أحد الأسماء الأيرلندية أو الاسكتلندية التي غيرت لأجلها أسماء خمس مقاطعات بمشيغان آنذاك، ومن المفترض فإن السبب وراء تغيير الأسماء هذه كان نتيجة العدد المتزايد من المستوطنين ذوي الأصول الأيرلندية والاسكتلندية في ميشيغان في ذاك الوقت. وورد اسم المقاطعة في نص القانون التشريعي لعام 1843 وهو مكتوب خطئاً على أنه «Antim» عوضاً عن «Antrim».
نُظِمت حكومة إدارة محلية منفصلة خاصة بالمقاطعة عام 1863. وكان مقر المقاطعة يقع بالأصل في إلك رابيدس ولكنه نُقِلَ إلى بيلايري عام 1904 بعد خمسة وعشرين عاماً على إجراء العملية التشريعية المعنية بالأمر. وصل عدد سكان المقاطعة إلى 10,721 نسمة عام 1950.

## الجغرافيا والموقع
تبلغ المساحة الكلية لمقاطعة أنتريم وفقاً لبيانات مكتب تعداد الولايات المتحدة 602 ميل مربع (1,560 كـم2)، ومساحة اليابسة منها 476 ميل مربع (1,230 كـم2)، أما مساحة 126 ميل مربع (330 كـم2) (21%) المتبقية فيغطيها الماء. تعد المقاطعة جزءاً من منطقة ميشيغان الشمالية. عملت المَجلَدَات على نحت وتشكيل البنية الجيولوجية للمنطقة وخلقت منظومةً بيئيةً إقليمية فريدةً من نوعها. يُلاحظ أن جزء كبير من المنطقة هو عبارة عن سهل غرايلينغ الغسليّ وهو عبارة عن سهل واسع رسبته مجاري المياه الذائبة في الركامات الجليدية وتتخلله نتوءات رملية تتسم بالتفسخ الجليدي، وتنتشر في المنطقة بعض غابات الصنوبر المتنوعة، وغابة أخشاب صلبة شمالية. وظهرت بحيرات كبيرة نتيجة النحت الجليدي.
تشترك المقاطعة في الحدود مع:
- مقاطعة شارليفوي
- مقاطعة غراند ترافيرس
- مقاطعة كالكاسكا
- مقاطعة أوتسيغو
- مقاطعة ليلاناو

## التركيبة السكانية
بلغ عدد سكان مقاطعة أنتريم 23,580 نسمة بحسب تعداد عام 2010، وبلغ عدد الأسر 9,890 أسرة وعدد العائلات 6,925 عائلة مقيمة في المقاطعة. في حين سجلت الكثافة السكانية 49 نسمة في الميل المربع (19/كم²). وبلغ عدد الوحدات السكنية 17,824 وحدة بمتوسط كثافة قدره 37 لكل ميل مربع (45/كم²).
وتوزع التركيب العرقي للقرية بنسبة 96.8% من البيض و 1.0% من الأمريكيين الأصليين و 0.2% من الأمريكيين ذوي الأصول الآسيوية و 0.2% من الأمريكيين الأفارقة و 0.4% من عرق آخر و 1.4% من عرقين مختلطين أو أكثر. وأثنياً، كانت نسبة 1.7% من الهسبان أو اللاتينيين (من أي عرق)، و 20.2% من أصول ألمانية، و 13.4% من أصول إنجليزية، و 8.9% من أصول أيرلندية، و 6.9% من أصول فرنسية أو كندية فرنسية أو الكاجين، و 6.9% من أصول بولندية، و 6.4% أمريكيو الإثنية.
بلغ عدد الأسر 9,222 أسرة كانت نسبة 26% منها لديها أطفال تحت سن الثامنة عشر تعيش معهم، وبلغت نسبة الأزواج القاطنين مع بعضهم البعض 57.30% من أصل المجموع الكلي للأسر، ونسبة 8.30% من الأسر كان لديها معيلات من الإناث دون وجود شريك، وكانت نسبة 30% من غير العائلات. وبلغ متوسط حجم الأسرة المعيشية 2.36، أما متوسط حجم العائلات فبلغ 2.78.
كانت نسبة 21.10% من القاطنين في المقاطعة تحت سن الثامنة عشر، وكانت نسبة 6.30% بين الثامنة عشر والأربعة وعشرون عاماً، ونسبة 3.9% كانت واقعةً في الفئة العمرية ما بين الخامسة والعشرون حتى والأربعة وأربعون عاماً، ونسبة 31.1% كانت ما بين الخامسة والأربعون حتى الرابعة والستون، ونسبة 22.2% كانت ضمن فئة الخامسة والستون عاماً فما فوق. وكان يقابل كل 100 أنثى 99.80 ذكر.

## التجمعات البشرية

### قرى
- بيلايري (مقر المقاطعة - حملت لفترة قصيرة اسم «كينو» من 1879 حتى عام 1880)
- سنترال ليك
- كلام ريفر
- كومفورت
- إلغين (حملت اسم «كريسويل» من 1875 حتى عام 1881)
- إلك رابيدس
- ألسورث
- كيوادن
- مانيسيلونا

### تجمعات غير مدمجة
- أنتريم (كما حملت سابقاً اسم «فورانس» واسم «فورانسفيل»)
- آتوود
- كريسويل
- إيستبورت
- إلميرا (جزئياً)
- إسيكس
- كيوادن
- بليزنت فالي
- تورش ليك

### بلدات
- بلدة بانكس
- بلدة سنترال ليك
- بلدة تشيستونيا
- بلدة كوستر
- بلدة إيكو
- بلدة إلك رابيدز
- بلدة فورست هوم
- بلدة هيلينا
- بلدة جوردان
- بلدة كيرني
- بلدة مانسيلونا
- بلدة ميلتون
- بلدة ستار
- بلدة تورش ليك
- بلدة وارنر

## وصلات خارجية
- موقع مقاطعة أنتريم (بالإنجليزية)
- موقع أخبار وفعاليات مقاطعة أنتريم (بالإنجليزية)